# Isselicrinidae
Gli Isselicrinidi (Isselicrinidae Klikushkin, 1977) sono una famiglia di echinodermi crinoidi dell'ordine Isocrinida.

## Biologia
Sono organismi bentonici che vivono stabilmente ancorati al fondale marino, dove formano talora vere e proprie “praterie”.

## Tassonomia
La famiglia comprende i seguenti generi:
- sottofamiglia Diplocrininae Roux, 1981
  - Cenocrinus Thomson, 1864 (1 specie)
  - Endoxocrinus AH Clark, 1908 (5 spp.)
- sottofamiglia Metacrininae Klikushkin, 1977
  - Metacrinus Carpenter, 1882 (9 spp.)
  - Saracrinus AH Clark, 1923 (3 spp.)